# Fabry Castro
Edwin Fabry Castro Barros (Santa Bárbara, Nariño, Colombia, 21 de febrero del 1992) conocido deportivamente como Fabry Castro, es un futbolista colombiano que juega como centrocampista y actualmente milita en el  Atlético Bucaramanga de la Categoría Primera A de Colombia

## Trayectoria

### Inicios
Nacido en Iscuandé en el Departamento de Nariño en Colombia, Fabry jugó fútbol juvenil para la Escuela de Fútbol Carlos Sarmiento Lora y Quilmes antes de ser ascendido al equipo de reserva en 2011. Al año siguiente se incorporó al Deportivo Pasto y fue nuevamente asignado a las reservas.

### Deportivo Pasto
Fabry hizo su debut el 13 de febrero de 2013, llegando como suplente tardío en un empate 1-1 frente a la Copa Colombia 2013 contra Cortuluá.

### Guaraní
El 16 de junio de 2014, Fabry firmó con el club brasileño Guaraní de la Serie C, junto con su compatriota Jhon Obregón, apareciendo dos veces en juego.

### Rayo Majadahonda
En enero de 2015, Fabry se unió a la Segunda División B de España con el Rayo Majadahonda.

### Servette
En febrero de 2017, Fabry se unió al Servette en Ginebra, Suiza, el cual hace parte de la Challenge League.

### PAS Giannina
En julio de 2018 llega al equipo Griego PAS Giannina como Agente libre.

### Apollon Smyrnis
El 16 de julio de 2021 llega al Apollon Smyrnis como Agente libre.

### Deportivo Cali
El 11 de agosto del 2022 fue oficializado como nuevo refuerzo del Deportivo Cali después de superar los exámenes médicos y llegando como agente libre y firmando hasta finales del presente año.
Debutó con la camiseta verdiblanca el 29 de agosto del 2022 en el empate 2-2 con Unión Magdalena entrando en el segundo tiempo
Marcó su primer gol con la casaca verdiblanca el 26 de septiembre del 2023 frente al unión Magdalena encuentro que finalizó 3-4 con victoria del Deportivo Cali , vuelve a marcar en la derrota frente a Atlético Junior por 3-2
A inicios de diciembre del 2023 el Deportivo Cali oficializa que de mutuo acuerdo se finalizó el contrato de fabry con el club quedando como Agente Libre.

### Atlético Bucaramanga
El 21 de diciembre del 2023 se confirma como nuevo refuerzo del Atlético Bucaramanga para lo que será las competencias del 2024, logró consolidarse como titular destacado en la fase todos contra todos, gracias a su experiencia y liderazgo el equipo avanzó a la final después de unos cuadrangulares semifinales muy reñidos; en el partido de vuelta de la final fue quien cobró el penalti decisivo con el cual se coronaría campeón el equipo por primera vez en 75 años de historia.

## Clubes
| Club                 | País      | Año         |
| Formativo            | Formativo | Formativo   |
| -------------------- | --------- | ----------- |
| Argentino de Quilmes | Argentina | 2009 - 2012 |
| Profesional          |           |             |
| Deportivo Pasto      | Colombia  | 2013        |
| Guaraní              | Brasil    | 2014        |
| Rayo Majadahonda     | España    | 2015 - 2017 |
| Servette             | Suiza     | 2017 - 2018 |
| PAS Giannina         | Grecia    | 2018 - 2021 |
| Apollon Smyrnis      | Grecia    | 2021        |
| Deportivo Cali       | Colombia  | 2022 - 2023 |
| Atlético Bucaramanga | Colombia  | 2024        |

## Estadísticas
| Club                            | Div   | Temporada | Liga  | Liga  | Copa Nacional | Copa Nacional | Copa Internacional | Copa Internacional | Total | Total |
| Club                            | Div   | Temporada | Part. | Goles | Part.         | Goles         | Part.              | Goles              | Part. | Goles |
| ------------------------------- | ----- | --------- | ----- | ----- | ------------- | ------------- | ------------------ | ------------------ | ----- | ----- |
| Deportivo Pasto · Colombia      | 1ª    | 2013      | 10    | 0     | 11            | 1             | -                  | -                  | 21    | 1     |
| Deportivo Pasto · Colombia      | Total | Total     | 10    | 0     | 11            | 1             | 0                  | 0                  | 21    | 1     |
| Guaraní · Brasil                | 3ª    | 2014      | 2     | 0     | 0             | 0             | -                  | -                  | 2     | 0     |
| Guaraní · Brasil                | Total | Total     | 2     | 0     | 0             | 0             | 0                  | 0                  | 2     | 0     |
| Rayo Majadahonda · España       | 3ª    | 2015/16   | 31    | 1     | 1             | 0             | -                  | -                  | 32    | 1     |
| Rayo Majadahonda · España       | 3ª    | 2016/17   | 22    | 1     | 0             | 0             | -                  | -                  | 22    | 1     |
| Rayo Majadahonda · España       | Total | Total     | 53    | 2     | 1             | 0             | 0                  | 0                  | 54    | 2     |
| Servette · Suiza                | 2ª    | 2016/17   | 14    | 1     | 0             | 0             | -                  | -                  | 14    | 1     |
| Servette · Suiza                | 2ª    | 2017/18   | 30    | 0     | 0             | 0             | -                  | -                  | 30    | 0     |
| Servette · Suiza                | Total | Total     | 44    | 1     | 0             | 0             | 0                  | 0                  | 44    | 1     |
| Deportivo Cali · Colombia       | 1ª    | 2021/22   | 14    | 1     | 0             | 0             | -                  | -                  | 14    | 1     |
| Deportivo Cali · Colombia       | 1ª    | 2022/23   | 20    | 0     | 0             | 0             | -                  | -                  | 30    | 0     |
| Deportivo Cali · Colombia       | Total | Total     | 34    | 1     | 0             | 0             | 0                  | 0                  | 34    | 1     |
| Atletico Bucaramanga · Colombia | 1ª    | 2023/24   | 30    | 3     | 0             | 0             | -                  | -                  | 30    | 3     |
| Atletico Bucaramanga · Colombia | 1ª    | 2024/25   | 40    | 5     | 0             | 0             | -                  | -                  | 40    | 5     |
| Atletico Bucaramanga · Colombia | Total | Total     | 70    | 8     | 0             | 0             | 0                  | 0                  | 79    | 8     |

## Palmarés

### Campeonatos nacionales
| Título          | Equipo               | País     | Año  |
| --------------- | -------------------- | -------- | ---- |
| Torneo Apertura | Atlético Bucaramanga | Colombia | 2024 |